# George Onslow
Georges-André-Louis Onslow (Clermont-Ferrand, 27 luglio 1784 – Clermont-Ferrand, 3 ottobre 1853) è stato un compositore francese.

## Biografia
George Onslow nacque a Clermont-Ferrand da padre inglese (il nobile Edward Onslow) e da madre francese (la nobildonna Marie-Rosalie de Bourdeille de Brantome). I coniugi Onslow condussero una vita tranquilla sino allo scoppio della Rivoluzione francese, a seguito della quale il padre fu dapprima imprigionato (nel 1793) e infine costretto all'esilio per alcuni anni (dal 1797 al 1800). La famiglia fa tappa prima a Rotterdam, poi ad Amburgo, dove il giovane George prende lezioni dal celebre compositore Jan Ladislav Dussek. Per proseguire la sua formazione musicale si reca nel 1803 a Londra e studia pianoforte (con Johann Baptist Cramer) e violoncello. Al 1806 risalgono le prime composizioni da camera: tre quartetti e tre quintetti per archi, tre trii con pianoforte e una sonata per pianoforte. Dopo il suo ritorno in Francia, nel 1808 si reca a Parigi per approfondire la tecnica compositiva con Antonín Reicha.